# Тістед (муніципалітет)
Тістед (дан. Thisted) — муніципалітет у регіоні Північна Ютландія королівства Данія. Площа — 1068.6 квадратних кілометрів. Адміністративний центр муніципалітету — місто Тістед.

## Населення
У 2012 році населення муніципалітету становило 44 908 осіб.